# 曲亭水库
曲亭水库是中国山西省临汾市洪洞县曲亭镇境内的一座水库，位于吉恒村南部的曲亭河上。建于1960年，2008年进行过除险加固。水库正常库容为3320万立方米，集雨面积为128平方千米，海拔为549米。2013年2月15日，曲亭水库发生坝体坍塌事件，

## 2.15坝体坍塌事件

### 事件经过
2013年2月15日;
- 上午7时，灌溉输水管漏水；
- 15日15时03分，洪洞县消防中队接到当地政府命令，派出2辆消防车、20名官兵携带救援器材奔赴事故现场，并在途中向支队119指挥中心发出增援请求。当日支队值班领导朱江支队长迅速带领支队全勤指挥部赶赴现场组织指挥、协调抢险救援工作。张美峰政委在支队指挥中心全方位实施调度指挥；
- 15时35分，支队10辆消防车、100余名官兵组成的第二救援力量分别从翼城、曲沃、浮山、古县、安泽、蒲县、大宁、吉县等地出发；
- 15时40分，在事故现场，消防官兵看到水库南侧坝体下方出现漩涡和透水点，巨大的水流正从垮塌的输水洞向下游流去
- 大型机械设备无法靠近水库坝体塌陷处，消防官兵只能手搬肩扛，用石块装满水推车对漏水生实施堵漏作业。
- 17时50分，由尧都、临汾开发区、东城开发区、特勤中队和支队机关等单位100余名官兵组成的第三批备勤力量准备完毕；
- 18时许，消防官兵和随后起来的武警官兵合力将一辆卡车推入漏水处，险情暂时得到控制。
- 20时左右，由于水下情况不明，在巨大水流的冲击下，水库坝体突然出现大面积塌陷。为确保救援人员安全，现场指挥部决定将救援人员撤离现场

2013年2月16日
- 4时，坝体坍塌，坝体冲出100多米的断面，库中1800万方水流出，流10公里到汇入汾河水库，途经3镇19村进水，南同蒲铁路和108国道交通中断。
- 临汾市成立抢险指挥部；洪洞县成立曲亭水库灾后重建指挥部；灾后重建从2月17日开始。

2013年2月17日
- 晚八点，受损公路、铁路恢复通车。

2013年2月18日
- 2月18日报道，山西省政府已经成立了临汾市洪洞县曲亭水库“2.15”坝体坍塌事故调查组，聘请国内知名水利专家调查事故原因[2]
- 到晚六时，受灾村的水、电、气、村道、广播电视、通讯全部恢复正常。

### 事件影响
- 14户房屋倒塌，18户淤泥过多无法返家者受到政府安置。
- 2月17日报道，在事故发生地洪洞县甘亭镇南羊獬村有两位老人在事故期间伤身。[3]
- 甘亭镇南羊獬村，300余户家院均受到不同程度损毁。
- 甘亭镇南羊獬村苏飞虎家中100多只羊仅存4只。
- 2月15日—2月17日晚八时，南同蒲铁路停运。

### 相关信息
- 《山西晚报》2006年3月23日曾刊发 《凭什么克扣病险水库救命钱》，文中指出在市县配套不到位的情况下，山西财政厅指使评审中心搞“再评审”扣留改造款项。
- 有报道说 “有专家在1999年的《山西水利科技》上已经指出该水库存在问题”